# Louise Michel (metropolitana di Parigi)
Louise Michel è una stazione della metropolitana di Parigi, sulla linea 3, sita nel comune di Levallois-Perret.

## La stazione
Deve il nome all'istitutrice Louise Michel, soprannominata la vergine rossa, che scrisse dei romanzi a sfondo sociale.
Prima del 1º maggio 1946 questa stazione era denominata Vallier dal nome di una montagna del massiccio dei Pirenei.

### Accessi
La stazione ha un unico accesso dal marciapiede sito al 30, rue Louise Michel.

## Interconnessioni
- Noctilien - N16, N52